# Oligia meretricularufa
Oligia meretricularufa là một loài bướm đêm trong họ Noctuidae.